# الفائز بنصر الله
الفائز بنصر الله أو الفائز بدين الله (1154-1160) كان الخليفة الفاطمي الثالث عشر. لم يحكم فعليا وتوفي في سن الحادية عشر، وتولى أخوه « العاضد لدين الله » الحكم ولم يكن قد بلغ هو الآخر.